# 威尔逊河
威尔逊河（Wilsons River）是一条位于澳大利亚新南威尔士州的北海岸的常年河流。这条河流經利斯莫尔，那里经常遭受洪水泛滥。威尔逊河周围居住著澳大利亚原住民。威尔逊溪以1844-1845年间來到利斯莫尔的第一位定居者威廉·威尔逊命名。